# Virsligas Winter Cup 2014
La Virsligas Winter Cup 2014 (in lettone Virsligas Ziemas Kauss) è stata la 2ª edizione del torneo a eliminazione diretta. La competizione è iniziata il 20 gennaio 2014 ed è terminata il 24 febbraio 2014. Lo Skonto ha vinto la seconda edizione di questa competizione.

## Fase a gironi

### Girone A
| Squadra      | P.ti | G | V | P | S | RF | RS | DR |
| ------------ | ---- | - | - | - | - | -- | -- | -- |
| Jelgava      | 9    | 4 | 3 | 0 | 1 | 13 | 4  | +9 |
| Daugava Rīga | 7    | 4 | 2 | 1 | 1 | 11 | 6  | +5 |
| Gulbene      | 5    | 4 | 1 | 2 | 1 | 8  | 8  | 0  |
| Daugava      | 4    | 4 | 1 | 1 | 2 | 4  | 12 | -8 |
| Jūrmala      | 3    | 4 | 1 | 0 | 3 | 8  | 14 | -6 |

|              | Dau   | DaR   | Gul   | Jel   | Jūr   |
| Daugava      |       | 1 - 3 |       |       | 0 - 7 |
| Daugava Rīga |       |       | 3 - 3 | 1 - 2 |       |
| Gulbene      | 1 - 1 |       |       | 1 - 3 |       |
| Jelgava      | 1 - 2 |       |       |       | 7 - 0 |
| Jūrmala      |       | 0 - 4 | 1 - 3 |       |       |

### Girone B
| Squadra          | P.ti | G | V | P | S | RF | RS | DR  |
| ---------------- | ---- | - | - | - | - | -- | -- | --- |
| Skonto           | 12   | 4 | 4 | 0 | 0 | 10 | 2  | +8  |
| Spartaks Jūrmala | 7    | 4 | 2 | 1 | 1 | 5  | 4  | +1  |
| BFC Daugavpils   | 3    | 4 | 1 | 0 | 3 | 6  | 6  | 0   |
| Metta/LU         | 0    | 4 | 0 | 0 | 4 | 1  | 14 | -13 |
| Ventspils        | 7    | 4 | 2 | 1 | 1 | 6  | 2  | +4  |

|                | BFC   | M/LU  | Sko   | Spa   | Ven   |
| BFC Daugavpils |       | 5 - 1 |       |       | 0 - 2 |
| Metta/LU       |       |       | 0 - 4 | 0 - 2 |       |
| Skonto         | 2 - 1 |       |       |       | 1 - 0 |
| Spartaks       | 1 - 0 |       | 1 - 3 |       |       |
| Ventspils      |       | 3 - 0 |       | 1 - 1 |       |

## Fase finale

### Finale 7º posto
| Squadra 1        | Risultato | Squadra 2 |
| ---------------- | --------- | --------- |
| 23 febbraio 2014 |           |           |
| Daugava          | 7 – 0     | Metta/LU  |

### Finale 5º posto
| Squadra 1        | Risultato       | Squadra 2      |
| ---------------- | --------------- | -------------- |
| 23 febbraio 2014 |                 |                |
| Gulbene          | 1 – 1 (4-5 dcr) | BFC Daugavpils |

### Finale 3º posto
| Squadra 1        | Risultato | Squadra 2        |
| ---------------- | --------- | ---------------- |
| 24 febbraio 2014 |           |                  |
| Daugava Rīga     | 2 – 1     | Spartaks Jūrmala |

### Finale 1º posto
| Squadra 1        | Risultato | Squadra 2 |
| ---------------- | --------- | --------- |
| 24 febbraio 2014 |           |           |
| Jelgava          | 2 – 3     | Skonto    |

## Classifica finale
| Pos. | Squadra          |
| ---- | ---------------- |
| 1    | Skonto           |
| 2    | Jelgava          |
| 3    | Daugava Rīga     |
| 4    | Spartaks Jūrmala |
| 5    | BFC Daugavpils   |
| 6    | Gulbene          |
| 7    | Daugava          |
| 8    | Metta/LU         |
| 9    | Ventspils        |
| 10   | Jūrmala          |